# Чемпіонат Чехословаччини з футболу 1934—1935
Державна ліга 1934/35 (чеськ. Státní liga 1934-1935) — одинадцятий професіональний розіграш чемпіонату Чехословаччини з футболу. Переможцем змагань втретє поспіль став клуб «Славія» (Прага). 

## Підсумкова таблиця
|    | Турнірна таблиця     | М  | В  | Н | П  | МЗ | МП | О  |
| -- | -------------------- | -- | -- | - | -- | -- | -- | -- |
| 1  | Славія (Прага)       | 22 | 15 | 6 | 1  | 80 | 29 | 36 |
| 2  | Спарта (Прага)       | 22 | 17 | 1 | 4  | 74 | 26 | 35 |
| 3  | Жиденіце (Брно)      | 22 | 11 | 4 | 7  | 42 | 32 | 26 |
| 4  | Вікторія (Пльзень)   | 22 | 11 | 3 | 8  | 39 | 32 | 25 |
| 5  | Кладно               | 22 | 11 | 1 | 10 | 48 | 50 | 23 |
| 6  | Простейов            | 22 | 8  | 7 | 7  | 45 | 48 | 23 |
| 7  | ДФК Прага            | 22 | 8  | 4 | 10 | 40 | 47 | 20 |
| 8  | Тепліце ФК           | 22 | 7  | 3 | 12 | 35 | 50 | 17 |
| 9  | Пльзень              | 22 | 6  | 4 | 12 | 39 | 49 | 16 |
| 10 | Спарта (Колін)       | 22 | 7  | 2 | 13 | 34 | 54 | 16 |
| 11 | Богеміанс (Прага)    | 22 | 4  | 6 | 12 | 35 | 55 | 14 |
| 12 | Чехія Карлін (Прага) | 22 | 5  | 3 | 14 | 35 | 74 | 13 |

## Найкращі бомбардири
| №  | Гравець           | Клуб     | Голи |
| -- | ----------------- | -------- | ---- |
| 1. | Франтішек Свобода | Славія   | 27   |
| 2. | Олдржих Неєдлий   | Спарта   | 21   |
| 3. | Франтішек Клоз    | Кладно   | 19   |
| 4. | Франтішек Штерц   | Жиденіце | 15   |
| 5. | Антонін Гаєк      | Пльзень  | 14   |

## Чемпіони
Франтішек Планічка (-/0),
Ярослав Войта (-/0) -
Войтех Брадач (8/8),
Штефан Чамбал (-/2),
Фердинанд Даучик (-/0),
Адольф Фіала (-/0),
Франтішек Германек (-/6),
Бедржих Єзбера (-/0),
Франтішек Юнек (-/3),
Йозеф Клус,
Властиміл Копецький (-/11),
Рудольф Крчіл (-/0),
Бедржих Пех (-/0),
Антонін Пуч (-/6),
Яромир Скала (-/0),
Їржі Соботка (-/11),
Франтішек Свобода (-/27),
Адольф Шимперський (-/2),
Антонін Водічка (-/0),
Рудольф Витлачил (-/2),
Ладислав Женишек (-/0) -
тренер Кальман Конрад